# Else Jacobsen
Else Jacobsen   (Ordrup, 31 de maig de 1911 - Copenhaguen, 3 d'abril de 1965) va ser una nedadora danesa que va competir durant les dècades de 1920 i 1930.
El 1928 va prendre part en els Jocs Olímpics d'Amsterdam, on va disputar dues proves del programa de natació. En els 200 metres braça fou quarta, mentre en els 100 metres esquena quedà eliminada en sèries. Quatre anys més tard, als Jocs de Los Angeles, guanyà la medalla de bronze en la prova dels 200 metres braça del programa de natació.